# Rubraea guluensis
Rubraea guluensis is een vlinder uit de familie van de Nymphalidae. De wetenschappelijke naam van de soort is voor het eerst voorgesteld als Acraea manca guluensis door Charles Le Doux in een publicatie uit 1932.
Deze zeldzame soort komt voor in Zuid-Soedan en Noord-Oeganda.